# Cabaj-Čápor
Cabaj-Čápor – wieś i gmina (obec) w powiecie Nitra, w kraju nitrzańskim na Słowacji. Znajduje się na Nizinie Naddunajskiej, nad brzegami Cabajskiego potoku. 